# Simon Vuillier
Simon Vuillier est un homme politique et  un homme d'affaires franc-comtois né le 10 décembre 1740 à Quingey (Doubs) et mort à Dole (Jura) le 19 mai 1818. 

## Biographie
Fermier du domaine royal de Quingey et du prieuré de Marast en 1769. En 1772, substitut du procureur du roi au bailliage de Quingey. Député du Tiers-État à l'assemblée du bailliage primaire de Dole, et de ce dernier à l'assemblée du bailliage de Dole.

### homme politique
Désigné comme électeur par l'assemblée primaire du canton de Dole le 28 avril 1790. Le 28 août 1791, élu député à l'Assemblée législative. Il est député du Jura de 1791 à 1792, siégeant dans la majorité. Nommé vice-président du directoire du district de Dole le 18 brumaire an Ill par arrêté du représentant Besson il est reconduit dans ces fonctions le 8 floréal an III par arrêté du représentant Saladin. Nommé le 7 frimaire an IV administrateur du département puis de nouveau le 8 vendémiaire an VI, il refuse les deux fois ce poste. Il est député du Jura de 1791 à 1792, siégeant dans la majorité. Pendant toute la Révolution, il prit soin d'adopter des opinions modérées et opportunistes ; pendant la crise fédéraliste, il se garda de se rallier aux Montagnards, il laissa passer la tempête. Juge de paix sous le Premier Empire, il est député du Jura lors des Cent-Jours.

### Homme d'affaires
Tirant profit de la vente des biens nationaux ecclésiastiques, Simon Vuillier devint en 1791 propriétaire de l'abbaye Saint-Vincent des Bénédictins de Damparis dans le canton de Saint Aubin (Jura) avec ses 120 hectares de terres et de prés, 122 hectares de bois pour la somme de 163 000 livres, une très grosse pour l'époque. La même année, il acheta également à Dole la maison et dépendances du séminaire de Cîteaux, rue du Collège, ainsi que le couvent des Dames d'Ounans (aujourd'hui lycée Charles-Nodier). Il continua à accroitre sa fortune avec la mise en vente des biens des émigrés, 67 hectares sur Champvans provenant de la princesse de Marsan, 57 hectares à Labergement-la-Ronce de la famille d'Etemoz, le tout pour 635 000 livres en 1795. L'achat de biens nationaux lui permit de se constituer un patrimoine immobilier important et d'acquérir 400 hectares de terres, prés, bois… En 1806, il était l'un des six plus grands acquéreurs de biens nationaux du Jura. En 1803, avec une fortune évaluée à 500 000 F, il était l'une des plus grosses fortunes du département. En 1809, il était inscrit sur la liste des soixante personnes les plus fortunées du Jura avec 15 000 F de revenus annuel. Sa passion fut le canal Napoléon, ouvert en 1803, qui reliait le Doubs à la Saône, le canal clef qui ouvrit la liaison du Rhin à la Méditerranée, Digne héritier des physiocrates ! Un homme riche qui en 1814 avança de l'argent à la municipalité devant faire face aux réquisitions autrichiennes.

### Famille
Il est fils de Claude V., bourgeois de Dole, et de Denise Dard ; Il épouse à Dole, le 7 juillet 1772, Anne Pierrette Outhenin, fille de Pierre Laurent O., entrepreneur, et de Catherine Cointet. Parmi ses nombreux enfants (+10 ?), on peut citer :
- Louis Joseph Xavier (dit VUILLIER-VERRY) né le 3 mars 1774 à Quingey et décédé le 6 décembre 1838 à Damparis (Jura) qui fut juge de Paix des cantons de Dole, maire de Damparis, et conseiller général du Jura. Agronome créatif, il transforma l'abbaye de Damparis en ferme modèle où la Société d'agriculture de Dole se réunissait souvent.

- Augustin (1786-1838) Banquier, Propriétaire à Dole (1802). Il succède à son père en 1820 comme membre du Conseil municipal de Dole.

## Sources
« Simon Vuillier », dans Adolphe Robert et Gaston Cougny, Dictionnaire des parlementaires français, Edgar Bourloton, 1889-1891 [détail de l’édition]
Geneanet : généalogie FABRE et CHEVALIER
 "Simon Vuillier" dans Naissance d'un département, administrateurs et élus du Jura, 1790-1800, Société d’émulation du Jura, Lons, 1991, p. 267-268
 Anne Gay « Simon Vuillier (1742-1818) » in Naissance d'un département, administrateurs et élus du Jura, 1790-1800, Société d’émulation du Jura , Lons, 1991, p. 473-482